# Willis R. Whitney

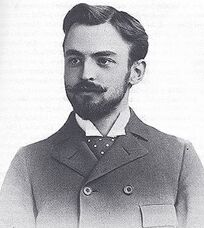
Willis R. Whitney

Willis Rodney Whitney (* 11. August 1868 in Jamestown, New York; † 9. Januar 1958 in Schenectady, New York) war ein US-amerikanischer Chemiker.
Whitney studierte Chemie am Massachusetts Institute of Technology mit dem Bachelor-Abschluss 1890. Er war danach Assistant Instructor in Chemie am MIT und setzte sein Studium 1892 an der Universität Leipzig fort, wo er 1896 bei Wilhelm Ostwald promoviert wurde. Danach war er wieder am MIT, wo er sich mit Elektrochemie und Theorie der Korrosion befasste. Das verschaffte ihm ab 1900 eine Beraterfunktion beim Forschungslabor von General Electric und 1908 ging er ganz dorthin als Leiter des Labors. Sein erstes Projekt war die Verbesserung der Glühfäden von Glühlampen, was dem Labor mit durchschlagendem Erfolg gelang bis hin zur Entwicklung von Wolframdrähten für die Glühwendel. Nachdem er 1907 beinahe an einer Blinddarmentzündung gestorben war, widmete er sich mehr allgemeinen Verwaltungsaufgaben des Labors. Er blieb bis 1932 Leiter des Labors, das er zu einem führenden Zentrum der industriellen Forschung in den USA machte. Sein Nachfolger wurde William David Coolidge.
Mit Arthur Amos Noyes stellte er in seiner Zeit am MIT die Noyes-Whitney-Gleichung auf.
1911 wurde Whitney in die American Academy of Arts and Sciences gewählt. 1916 erhielt er die Willard Gibbs Medal, 1921 die Perkin Medal, 1931 die Franklin Medal und 1934 die Edison Medal. 1937 erhielt er die Public Welfare Medal der National Academy of Sciences, deren Mitglied er seit 1917 war. Er war Ehrendoktor der University of Pittsburgh und des Union College. 1928 erhielt er die Goldmedaille des National Institute of Social Sciences.
1911/12 war er Präsident der American Electrochemical Society und 1909 der Chemical Society. Er war Mitglied der American Philosophical Society (seit 1931) und des American Institute of Electrical Engineers.